# Louise Arosenius
Sofia Lovisa (Louise) Arosenius, född 8 februari 1865 i Stockholm, död 27 februari 1946 i Oscars församling, Stockholm, var en svensk lärare och översättare. Hon var dotter till Jacob Fredrik Neikter Arosenius.
Arosenius utexaminerades från Högre lärarinneseminariet i Stockholm 1885. Hon studerade språk i Hannover 1891 och vid universitetet i Jena 1902. Hon var lärarinna i familj 1885–1887, vid Fischerströmska skolan i Karlskrona 1888–1892, Östermalms högre läroverk för flickor 1892–1895, Normalskolan 1895–1896, privat 1896–1904 och Kungsholmens läroverk för flickor 1904–1911. Hon var vikarierande adjunkt och timlärarinna vid Folkskoleseminariet i Stockholm 1907–1913.
Arosenius översatte till svenska bland andra Otto Ernst, Joseph Victor von Scheffel, Rudyard Kipling, Rider Haggard, Stanley Weyman, Pierre Loti och Jonas Lie. Tillsammans med Walborg Hedberg sammanställde hon den biografiska uppslagsboken Svenska kvinnor från skilda verksamhetsområden (1914) Med länk till fulltext.

## Översättningar (urval)
- Gottfried Keller: Sju legender (Sieben Legenden) (Hierta, 1898)
- Lewis Carroll: Alices äfventyr i sagolandet (Alice's adventures in Wonderland) (Norstedt,1898)
- Lewis Carroll: Bakom spegeln och hvad Alice fann där (Through the looking-glass) (Norstedt, 1899)
- Conrad Ferdinand Meyer: Noveller (Hierta, 1900)
- Hall Caine: Den förlorade sonen (Hierta, 1904)
- François-René de Chateaubriand: Atala (Norstedt, 1905)
- Bjørnstjerne Bjørnson: Arne (Norstedt, 1908)